# Reinhard Bendix
Reinhard Bendix (* 25. Februar 1916 in Berlin; † 28. Februar 1991 in Berkeley) war ein US-amerikanischer Soziologe deutscher Herkunft.

## Leben
Reinhard Bendix war ein Sohn des Berliner Rechtsanwalts Ludwig Bendix. Er besuchte das Grunewald-Gymnasium in Berlin-Grunewald. In den 1930er Jahren hatte er Kontakt zu den sozialistischen Gruppen Neu Beginnen und Hashomer Hatzair. 1933 wurde er ohne Abschluss vom Schulbesuch ausgeschlossen, weil er wegen der ersten Inhaftierung seines Vaters den Hitlergruß verweigert hatte. Nach der zweiten Inhaftierung des Vaters (zeitweilig im KZ Dachau) emigrierten seine Eltern 1937 mit ihm ins Britische Mandatsgebiet Palästina. Mit Unterstützung durch Eduard Heimann erhielt der 22-jährige Bendix ein Visum für die USA, wohin er 1938 emigrierte.
Ein Studium an der University of Chicago wurde ihm möglich, weil seine Berliner Gymnasialjahre einem High-School-Abschluss gleichgesetzt wurden. Sein akademischer Lehrer in Chicago war Louis Wirth. 1943 legte er das Master-Examen ab, im selben Jahr erwarb er die amerikanische Staatsbürgerschaft. 1946 folgte die Promotion zum Ph.D., schon 1947 wurde Bendix Professor für Soziologie an der University of California in Berkeley. 
Von 1968 bis 1970 leitete er das Education Abroad Program der University of California an der Universität Göttingen. 
1969 wurde Bendix in die American Academy of Arts and Sciences und zum 61. Präsidenten der American Sociological Association gewählt; später erhielt er Ehrendoktorate verschiedener deutscher Universitäten. 1977 wurde er gewähltes Mitglied der American Philosophical Society. Im Jahr 1987/88 war er Fellow am Wissenschaftskolleg zu Berlin.

## Bedeutung als Soziologe
Bendix war einer der wichtigsten Interpreten Max Webers. Zentrale Arbeitsgebiete waren vergleichende Gesellschaftsanalysen und Historische Soziologie, insbesondere mit dem Augenmerk auf das Verhältnis von Macht und Ungleichheit. So analysierte er Hitlers Wähler nicht als vorwiegend aus der Mittelschicht (vgl. Theodor Geiger) kommend, sondern im Sinne der Massengesellschaft als sozial entwurzelte Opfer von Propaganda in einer ökonomischen Krise (1952). Das liegt auf der gleichen Linie wie die Massenanalyse bei Hannah Arendt, Elemente und Ursprünge totaler Herrschaft (III. 1950)

## Schriften (Auswahl)
- Higher civil servants in American society. A study of the social origins, the careers, and the power-position of higher Federal administrators. University of Colorado Press, Boulder 1949 (Nachdruck: Greenwood Press, Westport 1974, ISBN 0-8371-7265-9).
- Social Stratification and Social Power, in: American Political Science Review 46 (1952), S. 357–375.
- Work and authority in industry. Managerial ideologies in the course of industrialization. J. Wiley, New York 1956 (2. Auflage mit neuer Einleitung von Mauro F. Guillén), Transaction, New Brunswick 2001, ISBN 0-7658-0668-1.
  - Herrschaft und Industriearbeit. Vom Verfasser durchgesehene Übertragung aus dem Amerikanischen, Europäische Verlagsanstalt, Frankfurt am Main 1960.
- Max Weber. An intellectual portrait. Doubleday, Garden City 1960 (4. Auflage mit einer Einleitung von Bryan S. Turner), Routledge, London/New York 1998, ISBN 0-415-17453-8.
  - Max Weber – das Werk. Darstellung, Analyse, Ergebnisse. Aus dem Amerikanischen von Renate Rausch,  mit einem Vorwort von René König, Piper, München 1964.
- Nation-building and citizenship. Studies of our changing social order. University of California Press, Berkeley 1964 (Neuauflage: University of California Press, Berkeley 1977, ISBN 0-520-02676-4).
- Kings or people. Power and the mandate to rule.  University of California Press, Berkeley 1978, ISBN 0-520-02302-1.
  - Könige oder Volk. Machtausübung und Herrschaftsmandat. Zwei Bände, übersetzt von Holger Fliessbach, Suhrkamp, Frankfurt am Main 1980, ISBN 978-3-518-07543-2.
- Freiheit und historisches Schicksal. Heidelberger Max-Weber-Vorlesungen 1981. Suhrkamp, Frankfurt am Main 1982, ISBN 978-3-518-27990-8.
- Force, fate, and freedom: On historical sociology. University of California Press, Berkeley 1984, ISBN 0-520-04931-4.
- From Berlin to Berkeley. German-Jewish identities. Transaction Books, New Brunswick 1986, ISBN 0-88738-067-0.
  - Von Berlin nach Berkeley. Deutsch-jüdische Identitäten. Autorisierte Übersetzung von Holger Fliessbach, Suhrkamp, Frankfurt am Main 1985, ISBN 978-3-518-04710-1.